# 玉島協同病院
玉島協同病院（たましまきょうどうびょういん）は、倉敷医療生活協同組合が岡山県倉敷市に設置する病院（救急告示病院）。全日本民主医療機関連合会（民医連）に加盟している

## 沿革
(この節の出典)
- 1978年12月1日：開設（56床）
- 1979年4月1日：基準寝具認可
- 1979年5月1日：基準給食認可
- 1979年5月15日：デイホスピタル開始
- 1979年7月20日：歯科開設
- 1980年7月22日：3病棟開設30床（全86床）
- 1981年1月1日：特I類基準看護取得
- 1987年3月28日：104床に増床（2病棟54床・3病棟50床）
- 1989年6月14日：CT導入
- 1991年4月1日：特II類基準看護取得
- 1993年4月1日：3病棟特例老人許可病棟に変更（50床）
- 1995年6月：改修工事着工
- 1995年7月1日：病棟新看護A加算（看護3：1　看護補助8：1）
- 1996年1月：デイケア開始
- 1996年6月1日：3病棟療養型病床群、2群入院管理I、玉島虹の訪問看護ステーション開設
- 1996年7月1日：療養型病床群療養加算
- 1997年6月1日：理学療法III申請受理
- 1997年8月26日：骨密度測定装置設置許可
- 1997年9月1日：老人慢性疾患外来総合診療届出受理
- 1997年11月1日：外来服薬指導開始
- 1997年12月12日：小児科外来廃止
- 1998年4月1日：2病棟54床→50床　3病棟50床→54床
- 2000年4月1日：医療適用病床16に、居宅介護支援事業所開設
- 2000年5月31日：通所リハビリ入浴サービス
- 2000年8月21日：通所介護開始
- 2003年11月1日：2病棟増床
- 2007年6月1日：2病棟10：1看護
- 2014年10月1日：地域包括ケア病棟（6床）
- 2014年12月1日：新築移転
- 2014年12月1日：通所介護休止、地域包括ケア病棟（8床へ増床）
- 2015年9月30日：ショートステイ 廃止
- 2019年2月1日：地域包括ケア病棟（16床へ増床）

## 診療科
(この節の出典)
- 内科
- 呼吸器科(呼吸器内科)
- 消化器科(消化器内科、胃腸内科)
- 循環器科(循環器内科)
- 放射線科

## 医療機関の認定
(この節の出典)
- 保険医療機関
- 労災保険指定医療機関
- 指定自立支援医療機関（更生医療）
- 指定自立支援医療機関（精神通院医療）
- 身体障害者福祉法指定医の配置されている医療機関
- 生活保護法指定医療機関(中国残留邦人等の円滑な帰国の促進並びに永住帰国した中国残留邦人等及び特定配偶者の自立の支援に関する法律に基づく指定医療機関を含む。)
- 結核指定医療機関
- 指定小児慢性特定疾病医療機関
- 難病の患者に対する医療等に関する法律に基づく指定医療機関
- 原子爆弾被爆者一般疾病医療取扱医療機関
- 公害医療機関
- 特定疾患治療研究事業委託医療機関
- 在宅療養支援病院

## 交通アクセス
- JR山陽新幹線・山陽本線「新倉敷駅」より 井笠バス寄島行きに乗車 「玉島協同病院前」下車（正面玄関前）